# 보성중학교 웅치분교
보성중학교 웅치분교는 전라남도 보성군 웅치면 강산리에 있었던 중학교 분교이다.

## 연혁
- 1980년 3월 12일 서원중학교 개교
- 1999년 3월 1일 웅치중학교로 교명 변경
- 2000년 3월 1일 보성중학교 웅치분교장 격하
- 2004년 3월 1일 본교로 통폐합